# Eduardo Kimel
Eduardo Gabriel Kimel (Buenos Aires, 21 de octubre de 1952 - ibídem, 10 de febrero de 2010), fue un periodista y escritor argentino.
Condenado después de investigar la masacre de los curas palotinos en la iglesia de San Patricio, su caso fue llevado a la OEA (Organización de Estados Americanos) y ayudó a terminar con el delito de «calumnias e injurias» para casos de interés público. La normativa para despenalizar esos delitos es conocida de modo informal como «ley Kimel».

## Trayectoria
Trabajó varios años en la sección Internacional de la agencia alemana de noticias DPA (en Buenos Aires).
Realizaba coberturas en el exterior (especialmente Latinoamérica).
A partir de 1995, el Estado argentino le prohibió salir al exterior, por lo que trabajó varios años en la sección internacional de la agencia Télam (en Buenos Aires).
Desde abril de 2008, la agencia DPA lo contrató como editor de información latinoamericana.
Cocondujo un programa informativo en la radio AM 530, La Voz de las Madres de Plaza de Mayo.

## Libro
En La masacre de San Patricio (1989), Eduardo Kímel abordó el asesinato de tres sacerdotes palotinos y dos seminaristas durante la última dictadura argentina. Denunció la actuación de quienes debieron haber investigado, como el juez Guillermo Rivarola.

[Mi libro] tuvo el propósito de sacar a luz uno de los hechos más atroces cometidos por el terrorismo de Estado. Por un breve párrafo del libro, un juez de la Nación me inició un juicio, que terminó en una condena que fue una tremenda injusticia.
Eduardo Kímel

Según el párrafo cuestionado:

El juez Rivarola realizó todos los trámites inherentes. Acopió los partes policiales con las primeras informaciones, solicitó y obtuvo las pericias forenses y las balísticas. Hizo comparecer a una buena parte de las personas que podían aportar datos para el esclarecimiento. Sin embargo, la lectura de las fojas judiciales conduce a una primera pregunta: ¿se quería realmente llegar a una pista que condujera a los victimarios? La actuación de los jueces durante la dictadura fue, en general, condescendiente ―cuando no cómplice― de la represión dictatorial. En el caso de los palotinos, el juez Rivarola cumplió con la mayoría de los requisitos formales de la investigación, aunque resulta ostensible que una serie de elementos decisivos para la elucidación del asesinato no fueron tomados en cuenta (...) La evidencia de que la orden del crimen había partido de la entraña del poder militar paralizó la pesquisa, llevándola a un punto muerto.
Eduardo Kímel

## Calumnias e injurias
Seis años después, en 1995, Kimel fue condenado a un año de prisión en suspenso y al pago de una indemnización de 20 000 pesos (en esa época un peso costaba lo mismo que un dólar) como culpable de «calumnia» contra el juez al que había mencionado en su libro.
En 1996, la Sala VI de la Cámara de Apelaciones revocó la condena contra Kímel, e hizo la primera autocrítica por el rol de la justicia en los años del Proceso de Reorganización Nacional (dictadura cívico-militar argentina entre 1976 y 1983).
Según los jueces Carlos Alberto González y Luis Ameghino Escobar, en democracia «no puede concebirse un periodismo dedicado a la tarea automática de informar sin opinar», y además afirmaron que quienes ejercen una función pública «estamos expuestos a la crítica».
El juez camarista Carlos Alberto Elbert agregó que el Poder Judicial fue una «institución legitimante esencial del estado de excepción»,
y por lo tanto la desconfianza de Kimel en contra de quienes «fuimos subordinados al acta y estatuto del “proceso de reorganización nacional” [con minúsculas y entre comillas en el original] es una actitud comprensible». Entonces las afirmaciones de Kímel se deberían interpretar como «parte de un juicio histórico global que nos involucra a todos quienes protagonizamos esa etapa paralegal y trágica».
En 1998, la Corte Suprema de Justicia revocó esa decisión y ordenó que se dictara un nuevo fallo.
En 1999, la Sala IV de la Cámara de Apelaciones volvió a condenar a Kimel por su «ácida crítica genérica a quienes como jueces integraban en ese entonces el Poder Judicial» ―afirmación que no formaba parte de la causa y que insistía en un inconstitucional «delito de opinión».

El alto tribunal ha tomado la decisión política de transmitir un mensaje intimidatorio al conjunto de la prensa argentina.
Asociación Periodistas

Tengo un sentimiento de indignación. Mientras los asesinos siguen en libertad y los policías que encubrieron el caso también, el único procesado y condenado por la Justicia es el autor del libro que relata el episodio.
Eduardo Kímel

El caso de Kímel llegó hasta la Corte Interamericana de Derechos Humanos (Corte IDH) que resolvió a su favor y sentó precedente.
La Corte IDH pidió al Estado argentino anular los efectos de la sentencia y exigió reformas a la legislación sobre calumnias, y «efectuar un acto público de reconocimiento de su responsabilidad», en un plazo de seis meses.
El delito de «calumnias» y el de «injurias» fueron reformados en el año 2009, quedando expresamente excluidas del delito las expresiones sobre asuntos de interés público.

## Así opinaba
Este proceso fue muy largo pero valió la pena. No por una cuestión personal, sino por lo que tiene que ver con la memoria colectiva. En estos años hubo muchos compañeros que me acompañaron, pero quiero recordar en especial todo lo que hizo mi esposa Griselda Kleiner, quien falleció. Ella estuvo a mi lado, jamás me abandonó. Era una luchadora social, cordobesa, protagonista del «Cordobazo», señaló Kimel en 2007 al presentar su caso ante la Corte Interamericana de Derechos Humanos (CIDH), que en 2008, falló a su favor en la apelación que presentó contra el Estado argentino. Un año después, se promulgó la ley Kimel.

## Su muerte
Durante varios años Eduardo Kimel sufrió una enfermedad renal.
El martes 9 de febrero de 2010 fue internado en una clínica de la ciudad de Buenos Aires por una descompensación relacionada con su enfermedad.
Falleció al día siguiente ―miércoles 10 de febrero de 2010―, a los 57 años.
Andrea Pochak, abogada de Kímel y directora ejecutiva adjunta del CELS (Centro de Estudios Legales y Sociales), se mostró muy golpeada al enterarse de su fallecimiento.

Lamento profundamente esta pérdida. Era un luchador por la libertad de expresión en el país. Su caso deja un gran legado en ese sentido. Era un hombre comprometido con la verdad y con la profesión.
Andrea Pochak

## Legado
En 2007, Juan Pablo Young y Pablo Zubizarreta escribieron y dirigieron la película Cuatro de julio: la masacre de San Patricio, en la que entrevistaron a Eduardo Kímel. La película se estrenó el 3 de julio de 2008.
El 11 de septiembre de 2009, la presidenta Cristina Fernández de Kirchner anunció que enviaría al Congreso nacional un proyecto de ley para suprimir el delito de calumnias e injurias en materia de libertad de expresión. Este delito ―comúnmente aplicado a los periodistas― dejaría de ser punible penalmente y solo se podría aplicar en el fuero civil. La presidenta mencionó en su decisión a Eduardo Kímel, y afirmó que prefería «mil millones de mentiras antes que acallar a alguien».
El 5 de julio de 2010 se le rindió un homenaje en la sede del CELS (Centro de Estudios Legales y Sociales), en Buenos Aires. Fue conducido por la presidenta de la Nación, Cristina Fernández de Kirchner.